# Hyperbolische functie

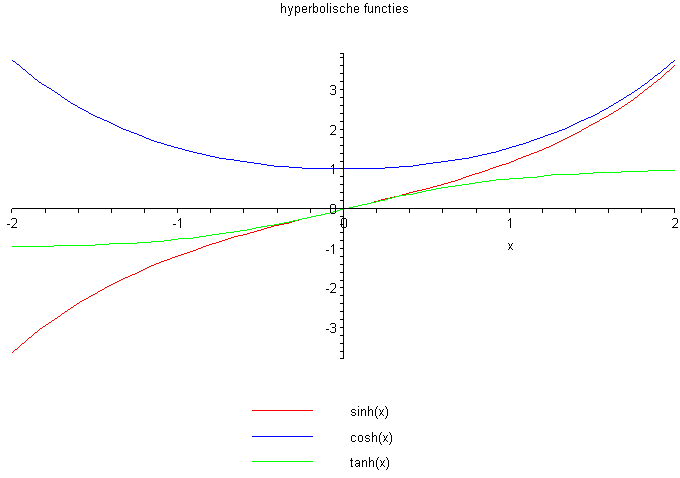

In de wiskunde zijn de hyperbolische functies analogieën van de goniometrische functies. Net als de sinus en de cosinus de coördinaten zijn van een punt op de eenheidscirkel, gegeven door de vergelijking {\displaystyle x^{2}+y^{2}=1}, zo zijn de sinus hyperbolicus en de cosinus hyperbolicus de coördinaten van een punt op de hyperbool, gegeven door de vergelijking {\displaystyle x^{2}-y^{2}=1}.
De zes belangrijkste hyperbolische functies zijn:
- sinus hyperbolicus {\displaystyle \sinh }
- cosinus hyperbolicus {\displaystyle \cosh }
- tangens hyperbolicus {\displaystyle \tanh }
- cotangens hyperbolicus {\displaystyle \coth }
- secans hyperbolicus {\displaystyle {\text{sech}}}
- cosecans hyperbolicus {\displaystyle {\text{csch}}}

De hyperbolische en goniometrische functies beschrijven dus krommen in het platte vlak. Ze voldoen niet aan het voorschrift van een functie, omdat er verschillende punten op de meetkundige plaats van de hyperbolische functies kunnen liggen met dezelfde {\displaystyle x}-waarde. Ze hebben vergelijkbare somformules en hun inverse hyperbolische functies. De inverse van de sinus hyperbolicus wordt als {\displaystyle {\text{arsinh}}} genoteerd, van areaalsinus hyperbolicus.
Het argument van de hyperbolische functies wordt de hyperboolhoek genoemd.

## Definitie
De sinus hyperbolicus {\displaystyle \sinh } en cosinus hyperbolicus {\displaystyle \cosh } zijn gedefinieerd als:
{\displaystyle \sinh(x)={\frac {e^{x}-e^{-x}}{2}}}
{\displaystyle \cosh(x)={\frac {e^{x}+e^{-x}}{2}}}
In de goniometrie kunnen de tangens, cotangens, secans en cosecans worden berekend. Dit gaat bij de hyperbolische functies op dezelfde manier:
{\displaystyle {\begin{aligned}\tanh(x)={\frac {\sinh(x)}{\cosh(x)}}={\frac {e^{x}-e^{-x}}{e^{x}+e^{-x}}}\\\operatorname {sech} (x)={\frac {1}{\cosh(x)}}={\frac {2}{e^{x}+e^{-x}}}\\\operatorname {csch} (x)={\frac {1}{\sinh(x)}}={\frac {2}{e^{x}-e^{-x}}}\\\coth(x)={\frac {\cosh(x)}{\sinh(x)}}={\frac {e^{x}+e^{-x}}{e^{x}-e^{-x}}}\end{aligned}}}

## Voorbeelden
- Een lijn door de oorsprong snijdt de hyperbool {\displaystyle x^{2}-y^{2}=1} in het punt {\displaystyle (\cosh A,\sinh A)}, waarin de hyperboolhoek {\displaystyle A} het oppervlak is tussen de lijn, het spiegelbeeld van de lijn ten opzichte van de {\displaystyle x}-as en de hyperbool.
- Een touw dat aan beide uiteinden wordt opgehangen, volgt de vorm van een cosinus hyperbolicus. De cosinus hyperbolicus wordt ook de kettinglijn genoemd.
- Oplossingen van de differentiaalvergelijking {\displaystyle y''=y} zijn van de vorm {\displaystyle y(x)=C_{1}\cosh(x)+C_{2}\sinh(x)}.

## Reeksontwikkelingen
De hyperbolische functies kunnen ook als machtreeks geschreven worden.
{\displaystyle {\begin{aligned}\sinh(x)&=x+{\frac {x^{3}}{3!}}+{\frac {x^{5}}{5!}}+{\frac {x^{7}}{7!}}+\ldots &&=\sum _{n=0}^{\infty }{\frac {x^{2n+1}}{(2n+1)!}}\\\cosh(x)&=1+{\frac {x^{2}}{2!}}+{\frac {x^{4}}{4!}}+{\frac {x^{6}}{6!}}+\ldots &&=\sum _{n=0}^{\infty }{\frac {x^{2n}}{(2n)!}}\\\tanh(x)&=x-{\frac {x^{3}}{3}}+{\frac {2x^{5}}{15}}-{\frac {17x^{7}}{315}}+\ldots &&=\sum _{n=1}^{\infty }{\frac {2^{2n}(2^{2n}-1)B_{2n}x^{2n-1}}{(2n)!}},&&|x|<{\frac {\pi }{2}}\\\coth(x)&={\frac {1}{x}}+{\frac {x}{3}}-{\frac {x^{3}}{45}}+{\frac {2x^{5}}{945}}+\ldots &&={\frac {1}{x}}+\sum _{n=1}^{\infty }{\frac {2^{2n}B_{2n}x^{2n-1}}{(2n)!}},&&0<\left|x\right|<\pi \\{\frac {1}{\cosh(x)}}&=1-{\frac {x^{2}}{2}}+{\frac {5x^{4}}{24}}-{\frac {61x^{6}}{720}}+\ldots &&=\sum _{n=0}^{\infty }{\frac {E_{2n}x^{2n}}{(2n)!}},&&|x|<{\frac {\pi }{2}}\\{\frac {1}{\sinh(x)}}&={\frac {1}{x}}-{\frac {x}{6}}+{\frac {7x^{3}}{360}}-{\frac {31x^{5}}{15120}}+\ldots &&={\frac {1}{x}}+\sum _{n=1}^{\infty }{\frac {2(1-2^{2n-1})B_{2n}x^{2n-1}}{(2n)!}},&&0<|x|<\pi \end{aligned}}}
met
{\displaystyle B_{n}} het {\displaystyle n}-de bernoulligetal,
{\displaystyle E_{n}} het {\displaystyle n}-de eulergetal

## Inverse functies van de hyperbolische functies
De inverse functies van de hyperbolische functies zijn de areaalfuncties.

## Hyperbolische en goniometrische functies
De hyperbolische functies staan in een directe relatie met de overeenkomende goniometrische functies voor complexe argumenten.
{\displaystyle {\begin{aligned}\sinh(x)&=&-i&\ \sin(ix)\\\cosh(x)&=&&\ \cos(ix)\\\tanh(x)&=&-i&\ \tan(ix)\\\coth(x)&=&i&\ \cot(ix)\\\operatorname {sech} (x)&=&&\ \operatorname {sec} (ix)\\\operatorname {csch} (x)&=&i&\ \operatorname {csc} (ix)\end{aligned}}}
Daarin is {\displaystyle i} steeds de imaginaire eenheid.

## Eigenschappen

### Identiteiten
{\displaystyle \cosh ^{2}(x)-\sinh ^{2}(x)=1}

### Negatief argument
De cosinus hyperbolicus is een even functie, terwijl de sinus en tangens hyperbolicus oneven functies zijn:
{\displaystyle {\begin{aligned}\cosh(-x)&=&\cosh(x)\\\sinh(-x)&=-&\sinh(x)\\\tanh(-x)&=-&\tanh(x)\end{aligned}}}

### Somformules
{\displaystyle \sinh(x+y)=\sinh(x)\cdot \cosh(y)+\cosh(x)\cdot \sinh(y)}
{\displaystyle \cosh(x+y)=\cosh(x)\cdot \cosh(y)+\sinh(x)\cdot \sinh(y)}
{\displaystyle \tanh(x+y)={\frac {\tanh(x)+\tanh(y)}{1+\tanh(x)\cdot \tanh(y)}}}
{\displaystyle \sinh(2x)=2\sinh(x)\cdot \cosh(x)}
{\displaystyle \cosh(2x)=\cosh ^{2}(x)+\sinh ^{2}(x)=2\cosh ^{2}(x)-1=2\sinh ^{2}(x)+1}
{\displaystyle \cosh(x)+\sinh(x)=e^{x}}
{\displaystyle \cosh(x)-\sinh(x)=e^{-x}}

### Afgeleiden
{\displaystyle {\frac {\mathrm {d} }{\mathrm {d} x}}\cosh(x)=\sinh(x)}
{\displaystyle {\frac {\mathrm {d} }{\mathrm {d} x}}\sinh(x)=\cosh(x)}
{\displaystyle {\frac {\mathrm {d} }{\mathrm {d} x}}\tanh(x)=1-\tanh ^{2}(x)={\frac {1}{\cosh ^{2}(x)}}}
{\displaystyle {\frac {\mathrm {d} }{\mathrm {d} x}}\coth(x)={\frac {-1}{\sinh ^{2}(x)}}}

## Omrekentabel
| Functie                   | {\displaystyle \sinh }                                          | {\displaystyle \cosh }                                                                | {\displaystyle \tanh }                                        | {\displaystyle \coth }                                                         |
| ------------------------- | --------------------------------------------------------------- | ------------------------------------------------------------------------------------- | ------------------------------------------------------------- | ------------------------------------------------------------------------------ |
| {\displaystyle \sinh(x)=} |                                                                 | {\displaystyle \operatorname {sgn}(x){\sqrt {\cosh ^{2}(x)-1\ }}}                     | {\displaystyle {\frac {\tanh(x)}{\sqrt {1-\tanh ^{2}(x)\ }}}} | {\displaystyle {\frac {\operatorname {sgn}(x)}{\sqrt {\coth ^{2}(x)-1\ }}}}    |
| {\displaystyle \cosh(x)=} | {\displaystyle {\sqrt {1+\sinh ^{2}(x)\ }}}                     |                                                                                       | {\displaystyle \ {\frac {1}{\sqrt {1-\tanh ^{2}(x)}}}}        | {\displaystyle \ {\frac {\left\|\coth(x)\right\|}{\sqrt {\coth ^{2}(x)-1\ }}}} |
| {\displaystyle \tanh(x)=} | {\displaystyle \ {\frac {\sinh(x)}{\sqrt {1+\sinh ^{2}(x)\ }}}} | {\displaystyle \ \operatorname {sgn}(x){\frac {\sqrt {\cosh ^{2}(x)-1\ }}{\cosh(x)}}} |                                                               | {\displaystyle \ {\frac {1}{\coth(x)}}}                                        |
| {\displaystyle \coth(x)=} | {\displaystyle \ {\frac {\sqrt {1+\sinh ^{2}(x)\ }}{\sinh(x)}}} | {\displaystyle \ \operatorname {sgn}(x){\frac {\cosh(x)}{\sqrt {\cosh ^{2}(x)-1\ }}}} | {\displaystyle \ {\frac {1}{\tanh(x)}}}                       |                                                                                |

{\displaystyle \operatorname {sgn}(x)} is het teken van {\displaystyle x}.